# Климец
Климец (укр. Климець) — село в Козёвской сельской общине Стрыйского района Львовской области Украины.
Население по переписи 2001 года составляло 342 человека. Занимает площадь 1,28 км². Почтовый индекс — 82650. Телефонный код — 3251.

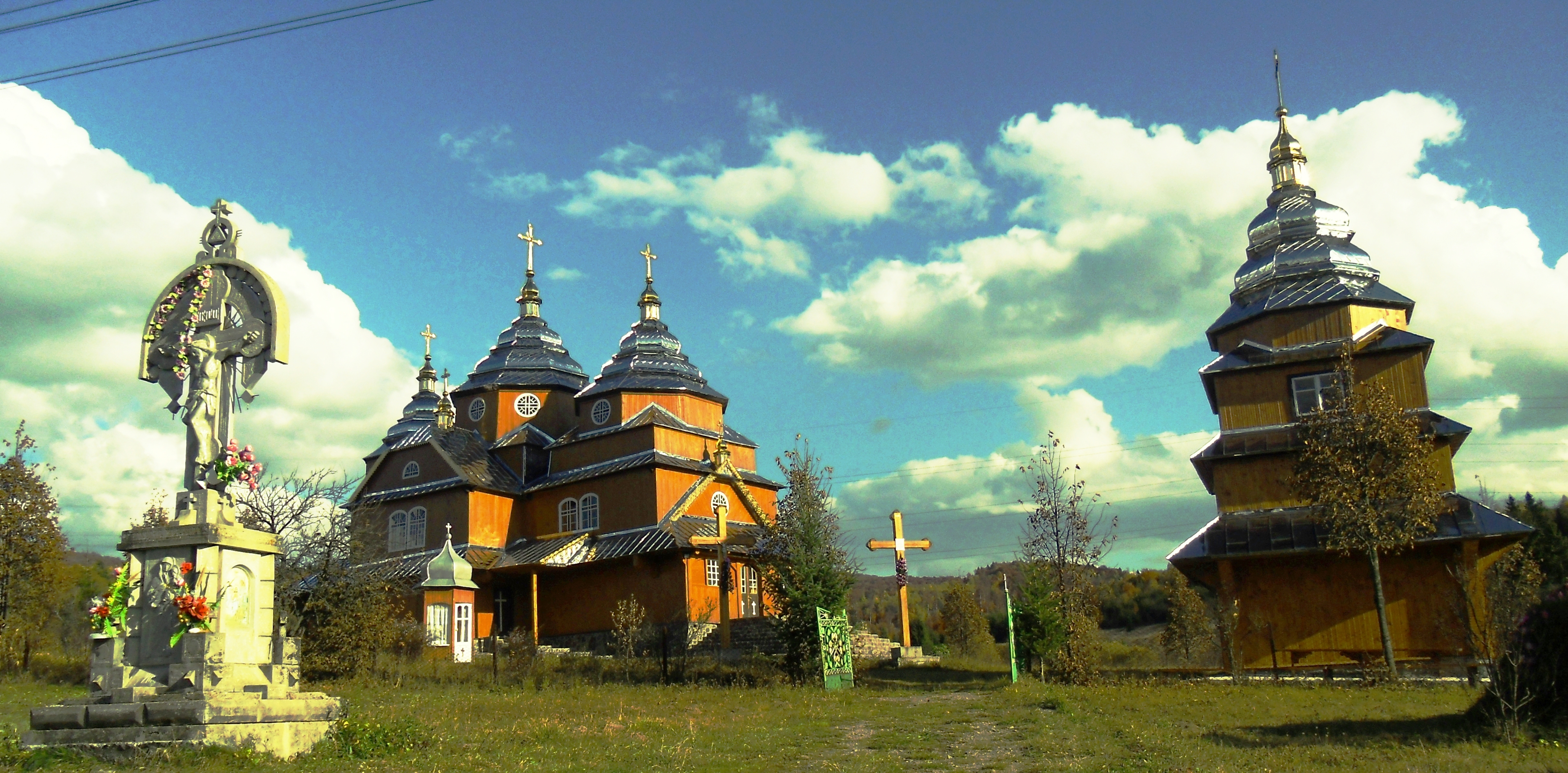